# فيولا فراي
فيولا فراي (بالإنجليزية: Viola Frey)‏ هي فنانة ورسامة أمريكية، ولدت في 15 أغسطس 1933 في لودي في الولايات المتحدة، وتوفيت في 26 يوليو 2004 في أوكلاند في الولايات المتحدة.